# Йоун Гвюдні Фйоулюсон
Заголовок цієї статті — це ісландське ім'я, де Йоун Гвюдні — особове ім'я, а Фйоулюсон — ім'я по батькові. 
Йоун Гвюдні Фйоулюсон (ісл. Jón Guðni Fjóluson, нар. 10 квітня 1989, Торлаксгьопн, Ісландія) — ісландський футболіст, центральний захисник шведського клубу «Гаммарбю» та національної збірної Ісландії.

## Клубна кар'єра
У віці 18 років Йоун Гвюдні приєднався до клубу Вищого дивізіону Ісландії «Фрам», де провів три сезони, як центральний захисник відзначаючись високою результативністю. У 2010 році інтересе до захисника проявляли європейські гранди «Баварія (Мюнхен)» та ПСВ.
Але влітку 2011 року Йоун Гвюдні перейшов до складу бельгійського клубу «Беєрсхот». Та в команді футболіст зіграв лише у чотирьох матчах і у 2012 році покинув клуб як вільний агент.
Захисник повернувся до Скандинавії, де став гравцем шведського «Сундсвалль». У грудні 2015 року на правах вільного агента Йоун Гвюдні приєднався до складу діючого чемпіона Швеції клубу «Норрчепінг».
У серпні 2018 року футболіст підписав трирічний контракт з російським «Краснодаром». Але провівши в команді лише 16 матчів, у 2020 році Фйоулюсон покинув російський чемпіонат. До кінця сезону 2020 року захисник грав у чемпіонаті Норвегії у клубі «Бранн».
У січні 2021 року Йоун Гвюдні уклав трирічну угоду з шведським клубом «Гаммарбю». У травні того року у складі столичного клубу Фйоулюсон виграв Кубок Швеції, перемігши у фіналі «Геккен».

## Збірна
У національній збірній Ісландії Йоун Гвюдні дебютував у листопаді 2010 року у товариському матчі проти команди Фарерських островів.

## Досягнення
Краснодар
- Бронзовий призер Чемпіонату Росії (2): 2018/19, 2019/20

Гаммарбю
 Пепеможець Кубка Швеції: 2020/21